# Valspar Championship
Le Valspar Championship est un tournoi professionnel de golf du PGA Tour situé à Palm Harbor, à proximité de Tampa en Floride. La première édition a lieu en 2000 sous le nom de Tampa Bay Classic. Le tournoi prend son nom actuel depuis 2014.

## Palmarès
| Année                                             | Vainqueur         | Nationalité       | Score             |
| Tampa Bay Classic                                 | Tampa Bay Classic | Tampa Bay Classic | Tampa Bay Classic |
| ------------------------------------------------- | ----------------- | ----------------- | ----------------- |
| 2000                                              | John Huston       | États-Unis        | 271 (−13)         |
| 2001 : Pas de tournoi (Attentats du 11 septembre) |                   |                   |                   |
| Tampa Bay Classic presented by Buick              |                   |                   |                   |
| 2002                                              | K.J. Choi         | Corée du Sud      | 267 (−17)         |
| Chrysler Championship                             |                   |                   |                   |
| 2003                                              | Retief Goosen     | Afrique du Sud    | 272 (−12)         |
| 2004                                              | Vijay Singh       | Fidji             | 266 (−18)         |
| 2005                                              | Carl Pettersson   | Suède             | 275 (−09)         |
| 2006                                              | K.J. Choi (2)     | Corée du Sud      | 271 (−13)         |
| PODS Championship                                 |                   |                   |                   |
| 2007                                              | Mark Calcavecchia | États-Unis        | 274 (−10)         |
| 2008                                              | Sean O'Hair       | États-Unis        | 280 (−04)         |
| Transitions Championship                          |                   |                   |                   |
| 2009                                              | Retief Goosen (2) | Afrique du Sud    | 276 (−08)         |
| 2010                                              | Jim Furyk         | États-Unis        | 271 (−13)         |
| 2011                                              | Gary Woodland     | États-Unis        | 269 (−15)         |
| 2012                                              | Luke Donald       | Angleterre        | 271 (−13)         |
| Tampa Bay Championship presented by EverBank      |                   |                   |                   |
| 2013                                              | Kevin Streelman   | États-Unis        | 274 (−10)         |
| Valspar Championship                              |                   |                   |                   |
| 2014                                              | John Senden       | Australie         | 277 (−07)         |
| 2015                                              | Jordan Spieth     | États-Unis        | 274 (−10)         |
| 2016                                              | Charl Schwartzel  | Afrique du Sud    | 277 (−07)         |
| 2017                                              | Adam Hadwin       | Canada            | 270 (−14)         |
| 2018                                              | Paul Casey        | Angleterre        | 274 (−10)         |
| 2019                                              | Paul Casey (2)    | Angleterre        | 276 (−08)         |
| 2020 : Annulé (pandémie de Covid-19)              |                   |                   |                   |
| 2021                                              | Sam Burns         | États-Unis        | 267 (−17)         |
| 2022                                              | Sam Burns (2)     | États-Unis        | 267 (−17)         |
| 2023                                              | Taylor Moore      | États-Unis        | 274 (−10)         |

### Vainqueurs multiples
| Titres | Golfeur       | Années     |
| ------ | ------------- | ---------- |
| 2      | K.J. Choi     | 2002, 2006 |
| 2      | Retief Goosen | 2003, 2009 |
| 2      | Paul Casey    | 2018, 2019 |
| 2      | Sam Burns     | 2021, 2022 |